# Ustinkivaara
Ustinkivaara är en kulle i Finland.   Den ligger i den ekonomiska regionen  Rovaniemi ekonomiska region  och landskapet Lappland, i den norra delen av landet, 600 km norr om huvudstaden Helsingfors. Toppen på Ustinkivaara är 180 meter över havet.
Terrängen runt Ustinkivaara är huvudsakligen platt.  Trakten runt Ustinkivaara är nära nog obefolkad, med mindre än två invånare per kvadratkilometer. Närmaste större samhälle är Ranua, 12,5 km norr om Ustinkivaara. 